# World Soundtrack Award/Best Original Song Written Directly for a Film
Als Best Original Song Written Directly for a Film werden seit 2001 bei den jährlich stattfindenden World Soundtrack Awards herausragende Filmsongs ausgezeichnet.

## Gewinner und Nominierte
- 2001: Moulin Rouge! für den Song Come What May – David Baerwald

außerdem nominiert waren
A.I. – Künstliche Intelligenz für den Song For Always – John Williams und Cynthia Weil
Atlantis – Das Geheimnis der verlorenen Stadt für den Song Where the Dream Takes You – Diane Warren und James Newton Howard
Azzurro für den Song Quante Cose Chiare – Louis Crelier und Lucia Albertoni
Felicidades für den Song Soy un Angelito – Daniel Tarrab und Andrés Goldstein
- 2002: Die Monster AG für den Song If I Didn’t Have You – Randy Newman, Billy Crystal und John Goodman

außerdem nominiert waren
Final Fantasy: Die Mächte in dir für den Song The Dream Within – Elliot Goldenthal, Dick Rudolph und Lara Fabian
Kate & Leopold für den Song Until – Sting
Spirit – Der wilde Mustang für den Song This is Where I Belong – Hans Zimmer, Bryan Adams und R.J. Lange
Spirit – Der wilde Mustang für den Song Here I Am – Hans Zimmer, Bryan Adams und Gretchen Peters
- 2003: Gangs of New York für den Song The Hands That Built America – Adam Clayton, The Edge, Bono und Larry Mullen, Jr.

8 Mile für den Song Lose Yourself – Jeff Bass, Luis Resto und Eminem
Frida für den Song Burn It Blue – Elliot Goldenthal, Julie Taymor, Caetano Veloso und Lila Downs
Das Dschungelbuch 2 für den Song Jungle Rhythm – Paul Grabowsky, Lorraine Feather, Haley Joel Osment, Mae Whitman und Connor Funk
Der Herr der Ringe: Die zwei Türme für den Song Gollum’s Song – Howard Shore, Fran Walsh, Janet Roddick, David Donaldson, Steve Roche, David Long und Emiliana Torrini
Der stille Amerikaner für den Song Nothing In This World – Craig Armstrong und Hong Nhung
- 2004: Unterwegs nach Cold Mountain für den Song You Will Be My Ain True Love – Sting und Alison Kraus

außerdem nominiert waren
Big Fish für den Song Man of the Hour – Eddie Vedder und Pearl Jam
Der Herr der Ringe: Die Rückkehr des Königs für den Song Into the West – Annie Lennox, Howard Shore und Frank Walsh
Shrek 2 für den Song Accidentally in Love – Adam Duritz, Dan Vickrey, David Immerglück, David Bryson, Matthew Malley und Counting Crows
Troja für den Song Remember Me – James Horner, Cynthia Weil, Josh Groban und Tanja Tzarovska
- 2005: Alfie für den Song Old Habits Die Hard – David A. Stewart und Mick Jagger

außerdem nominiert waren
Hotel Ruanda für den Song Million Voices – Wyclef Jean, Jerry Duplessis und Andrea Guerra
Das Phantom der Oper für den Song „Learn to Be Lonely“ – Andrew Lloyd Webber, Charles Hart und Minnie Driver
Der Polarexpress für den Song Believe – Alan Silvestri, Glen Ballard und Josh Groban
Die Reise des jungen Che für den Song Al otro lado del río – Jorge Drexler
- 2006: Cars für den Song Our Town – Randy Newman und James Taylor

außerdem nominiert waren
Brokeback Mountain für den Song A Love That Will Never Grow Old – Gustavo Santaolalla, Bernie Taupin und Emmylou Harris
Die Chroniken von Narnia: Der König von Narnia für den Song Can’t Take It In – Harry Gregson-Williams und Imogen Heap
Harry Potter und der Feuerkelch für den Song Magic Works – Jarvis Cocker, Jonny Greenwood, Phil Selway, Steve Mackey, Steve Claydon, Jason Buckle und Patrick Doyle
Tsotsi für den Song Mdlwembe – Kabelo Ikaneng und Zola
- 2007: Casino Royale für den Song You Know My Name – Chris Cornell und David Arnold

außerdem nominiert waren
Eine unbequeme Wahrheit für den Song I Need to Wake Up – Melissa Etheridge
Miss Potter für den Song When You Taught Me How To Dance – Mike Batt, Nigel Westlake, Richard Maltby Jr. und Katie Melua
Once für den Song Falling Slowly – Glen Hansard und Markéta Irglová
Ratatouille für den Song Le Festin – Michael Giacchino und Camille
- 2008: WALL·E – Der Letzte räumt die Erde auf für den Song Down to Earth – Peter Gabriel und Thomas Newman

außerdem nominiert waren
American Gangster für den Song Do You Feel Me – Diane Warren und Anthony Hamilton
Into the Wild für den Song Guaranteed – Eddie Vedder
Die Legende von Beowulf für den Song A Hero Comes Home – Glen Ballard, Alan Silvestri, Robin Wright Penn und Idina Menzel
Die Liebe in den Zeiten der Cholera für den Song Despedida – Antonio Pinto und Shakira
- 2009: Slumdog Millionär für den Song Jai Ho – A. R. Rahman, Gulzar und Tanvi Shah

außerdem nominiert waren
Gran Torino für den Song Gran Torino – Jamie Cullum, Clint Eastwood, Kyle Eastwood und Michael Stevens
Ich habe sie geliebt für den Song Run & Hide – Anna Chalon
Slumdog Millionär für den Song O… Saya – A. R. Rahman und Mathangi Arulpragasam
The Wrestler für den Song The Wrestler – Bruce Springsteen
- 2010: Crazy Heart für den Song The Weary Kind – Ryan Bingham und T Bone Burnett

außerdem nominiert waren
Avatar für den Song I See You – James Horner, Simon Franglen und Kuk Harrell
Drachenzähmen leicht gemacht für den Song Sticks & Stones – Jon Birgisson
Everybody’s Fine für den Song (I Want to) Come Home – Paul McCartney
Küss den Frosch für den Song Almost There – Randy Newman
- 2011: Toy Story 3 für den Song We Belong Together – Randy Newman

außerdem nominiert waren
127 Hours für den Song If I Rise – Rollo Armstrong, Dido und A. R. Rahman
Burlesque für den Song You Haven’t Seen the Last of Me – Diane Warren und Cher
Country Strong für den Song Coming Home – Tom Douglas, Hillary Lindsey, Troy Verges, Bob DiPiero und Gwyneth Paltrow
Rapunzel – Neu verföhnt für den Song I See the Light – Alan Menken, Glenn Slater, Mandy Moore und Zachary Levi
- 2012: Albert Nobbs für den Song Lay Your Head Down – Brian Byrne und Glenn Close

außerdem nominiert waren
The Help für den Song The Living Proof – Thomas Newman, Mary J. Blige, Harvey Mason, Jr. und Damon Thomas
The Muppets für den Song Man or Muppet – Bret McKenzie
Snow White and the Huntsman für den Song Breath of Life – Florence Welch und Isabella Summers
W.E. für den Song Masterpiece – Madonna, Julie Frost und Jimmy Harry
- 2013: Skyfall für den Song Skyfall – Adele und Paul Epworth

außerdem nominiert waren
Beasts of the Southern Wild für den Song The Bathtub – Dan Romer und Benh Zeitlin
Der große Gatsby für den Song Young and Beautiful – Lana Del Rey und Rick Nowels
Life of Pi: Schiffbruch mit Tiger für den Song Pi’s Lullaby – Mychael Danna und Bombay Jayashri
Oblivion für den Song Oblivion – Anthony Gonzalez und Susanne Sundfør
- 2014: Ich – Einfach unverbesserlich 2 für den Song Happy – Pharrell Williams

außerdem nominiert waren
All Is Lost für den Song Amen – Alex Ebert
Die Eiskönigin – Völlig unverfroren für den Song Let It Go – Kristen Anderson-Lopez und Robert Lopez
Her für den Song The Moon Song – Karen O und Spike Jonze
Mandela – Der lange Weg zur Freiheit für den Song Ordinary Love – Bono
- 2015: Manolo und das Buch des Lebens für The Apology Song – Gustavo Santaolalla und Paul Williams

außerdem nominiert waren
Die Bestimmung – Insurgent für den Song Carry Me Home – Joseph Trapanese und Christopher Taylor
Beyond the Lights für den Song Grateful – Diane Warren
Lost River für den Song Tell Me – Johnny Jewel
Selma für den Song Glory – John Legend, Common und Rhymefest
- 2016: Anomalisa für den Song None of Them Are You – Carter Burwell und Charlie Kaufman

außerdem nominiert waren
Jenny’s Wedding für den Song True Love Avenue – Brian Byrne und Kasey Jones
Kahlil Gibran’s The Prophet für den Song Hypnosis – Damien Rice
The Peanuts Movie für den Song Better When I’m Dancin’  – Meghan Trainor und Thaddeus Dixon
James Bond 007: Spectre für den Song Writing’s on the Wall – Sam Smith und Jimmy Napes
- 2017: La La Land für den Song City of Stars – Justin Hurwitz, Benj Pasek und Justin Paul

außerdem nominiert waren
Hidden Figures – Unerkannte Heldinnen für den Song Runnin’ – Pharrell Williams
Lion – Der lange Weg nach Hause für den Song Never Give Up – Sia und Greg Kurstin
Trolls für den Song Can’t Stop the Feeling! – Justin Timberlake, Max Martin und Shellback
Vaiana für den Song How Far I’ll Go – Lin-Manuel Miranda
- 2018: Black Panther für den Song Black Panther – Kendrick Lamar, Mark Spears, Kevin Gomringer, Tim Gomringer und Matt Schaeffer

außerdem nominiert waren
Coco – Lebendiger als das Leben! für den Song Remember Me – Kristen Anderson-Lopez und Robert Lopez
Greatest Showman für den Song This Is Me – Benj Pasek und Justin Paul
Marshall für den Song Stand Up for Something – Diane Warren und Common
Mord im Orient Express für den Song Never Forget – Patrick Doyle und Kenneth Branagh
- 2019: A Star is Born für den Song Shallow – Lady Gaga, Andrew Wyatt, Anthony Rossomando, Mark Ronson und Bradley Cooper

außerdem nominiert waren
A Private War für den Song Requiem for a Private War – Annie Lennox
The Ballad of Buster Scruggs für den Song When A Cowboy Trades His Spurs For Wings – David Rawlings, Gillian Welch, Willie Watson und Tim Blake Nelson
Mary Poppins’ Rückkehr für den Song The Place Where Lost Things Go – Marc Shaiman, Scott Wittman und Emily Blunt
Spider-Man: A New Universe für den Song Sunflower – Swae Lee (aka Khalif Brown), Louis Bell, Post Malone, Billy Walsh, Carter Lang und Carl Rosen
- 2021: Cruella für den Song Call Me Cruella – Nicholas Britell, Florence Welch, Steph Jones, Jordan Powers und Taura Stinson

außerdem nominiert waren
Judas and the Black Messiah für den Song Fight for You – H.E.R., D’Mile und Tiara Thomas
The Trial of the Chicago 7 für den Song Hear My Voice – Daniel Pemberton und Celeste Waite
Eurovision Song Contest: The Story of Fire Saga für den Song Húsavík (My Hometown) – Savan Kotecha, Rickard Göransson und Fat Max Gsus
Mulan für den Song Loyal Brave True – Jamie Hartman, Harry Gregson-Williams, Rosi Golan und Billy Crabtree
Minari – Wo wir Wurzeln schlagen für den Song Rain Song – Emile Mosseri
- 2022: No Time to Die für den Song No Time to Die – Billie Eilish und Finneas O’Connell

außerdem nominiert waren
The Green Knight für den Song Blome Swete Lilie Flour – Daniel Hart
Top Gun: Maverick für den Song Hold My Hand – Bloodpop und Lady Gaga
Don’t Look Up für den Song Just Look Up – Nicholas Britell, Ariana Grande, Kid Cudi und Taura Stinson
Slow Horses für den Song Strange Game – Daniel Pemberton und Mick Jagger
Encanto für den Song We Don’t Talk About Bruno – Lin-Manuel Miranda, Adassa, Carolina Gaitán, Diane Guerrero, Mauro Castillo, Rhenzy Feliz und Stephanie Beatriz
- 2023:

Black Panther: Wakanda Forever für den Song Lift Me Up – Temilade Openiyi, Robyn Fenty, Ludwig Göransson, Ryan Coogler und Rihanna
Der Gesang der Flusskrebse für den Song Carolina – Taylor Swift
Guillermo del Toros Pinocchio für den Song Ciao Papa – Alexandre Desplat, Guillermo del Toro, Roeban Katz, Dominique Lemonnier und Gregory Mann
The Marvelous Mrs. Maisel für den Song Your Personal Trash Man Can – Thomas Mizer und Curtis Moore
The Woman King für den Song Keep Rising – Jessy Wilson, Jeremy Lutito und Angélique Kidjo